# Pietro Simone Agostini
Pietro Simone Agostini, conegut també com a Piersimone Agostini (Forlì, 1635 – Parma, 1 d'octubre de 1680), fou un compositor italià.
Va ser mestre de capella del duc de Parma i sembla que orí en aquesta vila. Acabat el seu servei en la cort ducal de Parma, passà l'església de la Steccata en la mateixa ciutat. Entre els seus alumnes s'hi compta Giovanni Lorenzo Lulier.
És autor de cantates, música d'església, òperes La constanza di Rosmunda, Ippolita, L'Adalinda o gli ingeni innocenti, Il ratto delle Sabine i Floridea, a més de diversos oratoris.